# William B. Rudman
William B. Rudman, aussi connu comme Bill Rudman, est un biologiste australien né en 1944, spécialisé en malacologie. Il s'intéresse en particulier aux nudibranches dont il a décrit de nombreuses espèces, et aux autres gastéropodes opistobranches.
Il est peut-être plus connu encore pour son site web, le Sea Slug Forum, affilié à l'Australian Museum. Le Sea Slug Forum est une ressource importante qui, selon les termes de Rudman, « vise à générer plus d'intérêt pour ces animaux fascinants, en partageant des informations avec un public mondial ». Le forum dispose d'informations et de nombreuses images de nudibranches, de lièvres de mer et autres limaces de mer. Lancé en 1998 et financé par l'Australian Museum, il est arrêté en 2010 pour manque de fonds : son contenu reste consultable mais n'est pas corrigé ni mis à jour, et il n'est plus possible de déposer de nouveaux messages.